# مقراب الأشعة تحت الحمراء

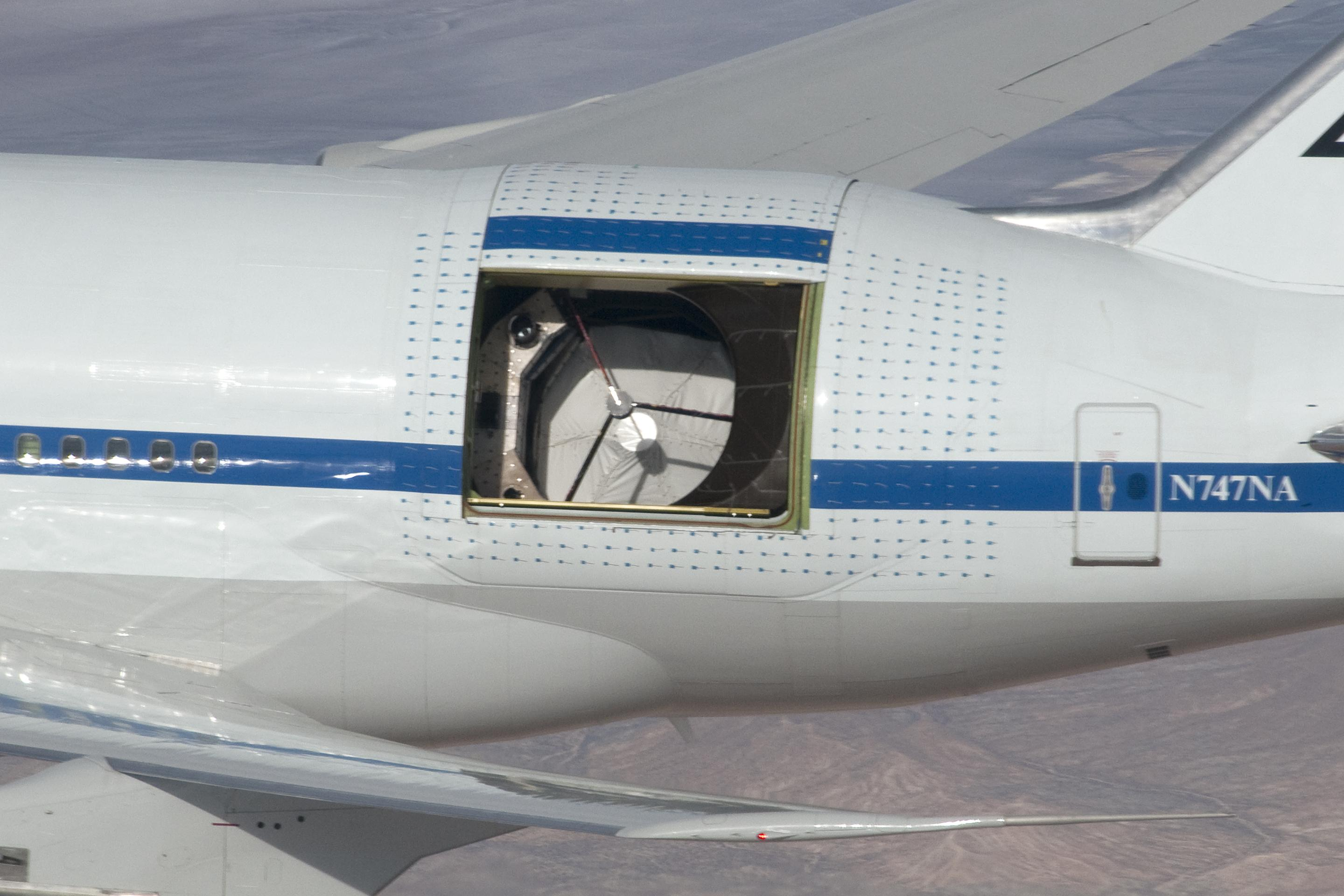
SOFIA صوفيا هو تلسكوب يعمل بالأشعة تحت الحمراء في طائرة، مما يسمح بالرصد على ارتفاعات عالية

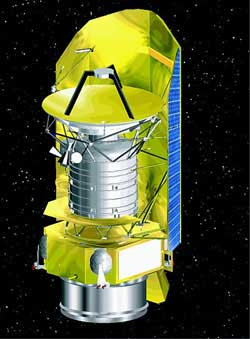
مرصدهيرشل الفضائي

مقراب الأشعة تحت الحمراء هو مقراب يستخدم الأشعة تحت الحمراء للكشف عن الأجرام الفلكية، الضوء تحت الأحمر هو واحد من عدة أنواع من الإشعاعات الموجودة في الطيف الكهرومغناطيسي.
كل الأجرام الفلكية في درجة حرارة فوق الصفر المطلق تبعث شكل من الإشعاع الكهرومغناطيسي. من أجل دراسة الكون، يستخدم العلماء عدة أنواع مختلفة من التلسكوبات للكشف عن هذه الأنواع المختلفة من الإشعاع المنبعثة في الطيف الكهرومغناطيسي، بعض منها أشعة جاما والأشعة السينية والأشعة فوق البنفسجية والضوء المرئي العادي (البصري)، وكذلك تلسكوبات الأشعة تحت الحمراء.

## تلسكوبات الأشعة تحت الحمراء
- مستكشف الأشعة تحت الحمراء عريض المجال
- صوفيا (مرصد طائر)
- كاميرا واسعة المجال 3
- مرصد هيرشل الفضائي
- مقراب سبيتزر الفضائي
- تلسكوب جيمس ويب الفضائي أطلق إلى الفضاء في عام 2021.

## الاكتشافات الرائدة
كانت هناك العديد من التطورات الرئيسية التي أدت إلى اختراع تلسكوب الأشعة تحت الحمراء:
- في عام 1800، اكتشف وليام هيرشل الأشعة تحت الحمراء.
- في عام 1878، أنشأ صمويل لانغلي أول مقياس الإشعاع الحراري. كانت هذه أداة حساسة للغاية يمكنها أن تكتشف كهربائيًا تغيرات طفيفة للغاية في درجة الحرارة في طيف الأشعة تحت الحمراء.
- استخدم توماس إديسون تقنية بديلة، «مقياس تاسيمتر»، لقياس الحرارة في الهالة الشمسية أثناء [كسوف الشمس في 29 يوليو 1878].
- في الخمسينيات من القرن الماضي، استخدم العلماء أجهزة الكشف عن كبريتيد الرصاص للكشف عن الأشعة تحت الحمراء القادمة من الفضاء. تم تبريد هذه الكواشف باستخدام نيتروجين سائل.
- بين عامي 1959 و 1961، أنشأ «هارولد جونسون» مقياسا للأشعة تحت الحمراء القريبة التي سمحت للعلماء بقياس آلاف النجوم.
- في عام 1961 اخترع «فرانك لو» أول مقياس بولومتر من الجرمانيوم. هذا الاختراع المبرد بواسطة الهيليوم السائل قاد الطريق لتطوير تلسكوب الأشعة تحت الحمراء الحالي.[2]

قد تكون تلسكوبات الأشعة تحت الحمراء أرضية أو محمولة جواً أو تلسكوب فضائي. تحتوي على كاميرا حساسة للأشعة تحت الحمراء مع كاشف خاص للأشعة تحت الحمراء للحالة الصلبة والذي يجب تبريده إلى درجات حرارة باردة جدا.
كانت التلسكوبات الأرضية أول من استخدم لرصد الفضاء الخارجي بالأشعة تحت الحمراء. زادت شعبيتها في منتصف الستينيات. المقاريب الأرضية لها قيود لأن بخار الماء في الغلاف الجوي للأرض يمتص الأشعة تحت الحمراء. تميل تلسكوبات الأشعة تحت الحمراء الأرضية إلى وضعها في الجبال العالية وفي المناخات الجافة جدًا لتحسين الرؤية.
في الستينيات استخدم العلماء البالونات لرفع تلسكوبات الأشعة تحت الحمراء إلى ارتفاعات أعلى. باستخدام البالونات تمكن العلماء من الوصول إلى ارتفاع حوالي 25 ميلاً (40 كيلومترًا). في عام 1967 تم وضع تلسكوبات الأشعة تحت الحمراء على الصواريخ. كانت هذه أول تلسكوبات ترصد الأشعة تحت الحمراء محمولة جواً. منذ ذلك الحين تم تكييف طائرات مثل مرصد كويبر الجوي (KAO) لحمل تلسكوبات الأشعة تحت الحمراء. أحدث تلسكوب يعمل بالأشعة تحت الحمراء محمول في الهواء للوصول إلى الستراتوسفير كان مرصد الستراتوسفير التابع لوكالة ناسا لعلم الفلك بالأشعة تحت الحمراء (SOFIA) في مايو 2010. وضع علماء الولايات المتحدة وعلماء مركز الفضاء الألماني معًا تلسكوبًا يعمل بالأشعة تحت الحمراء يبلغ وزنه 17 طنًا على طائرة نفاثة من طراز بوينغ 747.

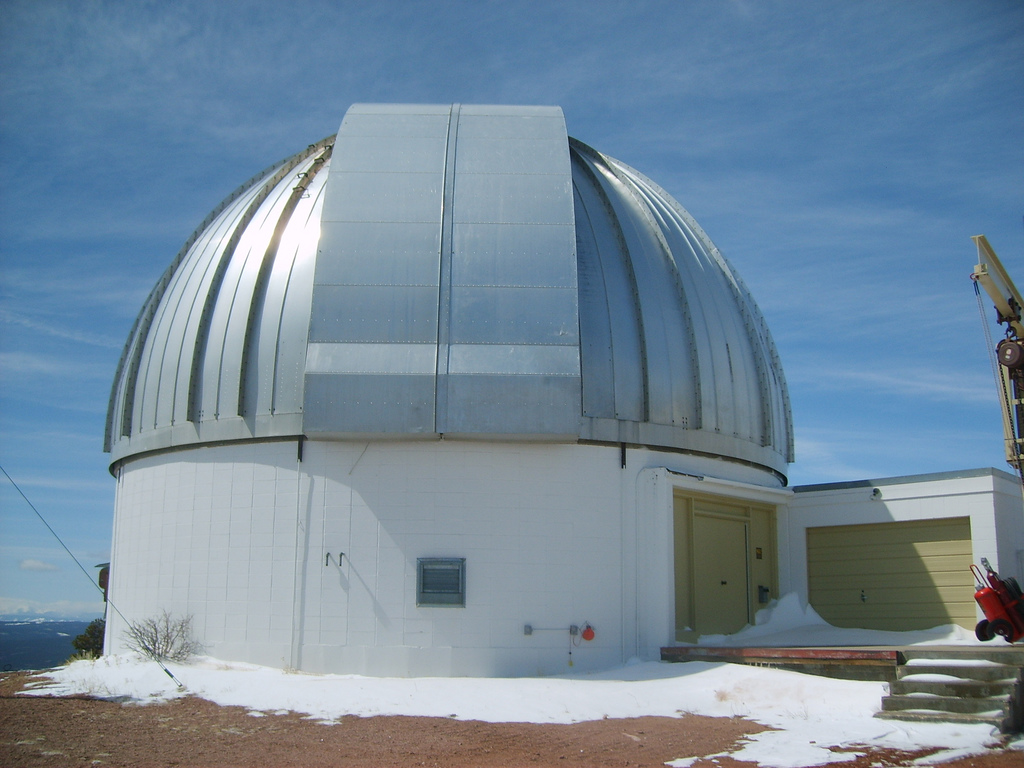
مرصد وايومنيج للأشعة تحت الحمراء

إن إرسال تلسكوبات الأشعة تحت الحمراء في الفضاء يزيل تمامًا الامتصاص في الغلاف الجوي للأرض. كان أحد أهم مشاريع تلسكوب الأشعة تحت الحمراء هو القمر الصناعي الفلكي الحساس للأشعة تحت الحمراء (IRAS) الذي تم إطلاقه في عام 1983. وكشف عن معلومات حول المجرات الأخرى، بالإضافة إلى معلومات عن مركز مجرتنا درب التبانة. [2] تمتلك ناسا حاليًا مركبة فضائية تعمل بالطاقة الشمسية في الفضاء مع تلسكوب يسجل الأشعة تحت الحمراء يسمى مستكشف مسح الأشعة تحت الحمراء واسع المجال (WISE). تم إطلاقه في 14 ديسمبر 2009.
أحدث تلسكوب للأشعة تحت الحمراء هو تلسكوب جيمس ويب الفضائي JWST ، أرسل إلى الفضاء في 2021.

## المقارنة الانتقائية
يبلغ الطول الموجي للضوء المرئي بين 0.4 μm إلى 0.7 μm، و 0.75 μm إلى 1000 ؛ μm هو نطاق نموذجي لـ علم فلك الأشعة تحت الحمراء، علم فلك الأشعة تحت الحمراء البعيدة، إلى علم الفلك دون الميليمترات.
تلك التصنيفات تميز نطاقات الطول الموجي للأشعة تحت الحمراء التي يرصدها تلسكوب معين.

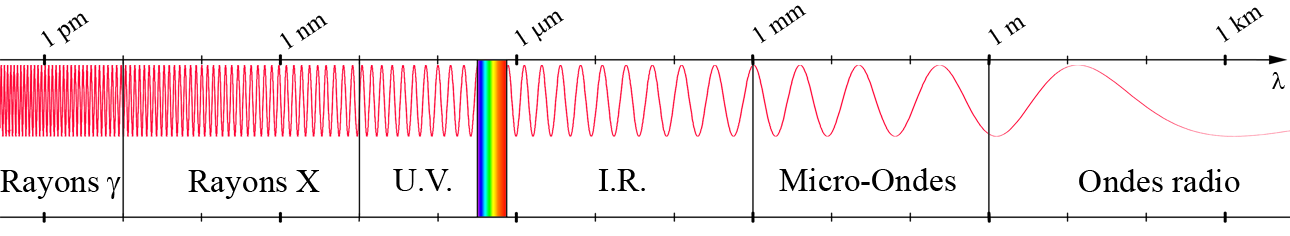
أشعة كهرومغناطيسية : الأشعة تحت الحمراء (IR) في الوسط وبجانبها نجد نطاق الضوء المرئي بألوان الطيف؛ وإلى أقصى اليمين نجد الطول الموجي الطويل (نحو 1 كيلومتر) وهي أشعة الراديو؛ وإلى أقصى اليسار نجد طول الموجة القصير جدا (أشعة جاما) وتبلغ طول موجته بالنانومتر. وكلها أشعة كهرومغناطيسية ذات طاقات مختلفة.

(إلى اليمين): صورة السديم المظلم بيرنارد 68 بتلسكوب ضوئي؛ 

(إلى اليسار): صورة السديم المظلم بتلسكوب ضوء مرئي وحساس للأشعة تحت الحمراء.
 'تلسكوبات فضائية تحت الحمراء مختارة'  
| تلسكوبات فضائية تحت الحمراء مختارة |       |             |
| اسم التلسكوب                       | السنة | طول الموجة  |
| إراس                               | 1983  | 5–100 μm    |
| ISO                                | 1996  | 2.5–240 μm  |
| Spitzer                            | 2003  | 3–180 μm    |
| Akari                              | 2006  | 2–200 μm    |
| Herschel                           | 2009  | 55–672 μm   |
| WISE                               | 2010  | 3–25 μm     |
| JWST                               | 2021  | 0.6–28.5 μm |